# 教育學碩士
教育碩士（ MEd、M.Ed.、Ed.M.）是许多国家的大学授予的教育學方面的硕士學位，是专门为中小学教师设立的一个职业性学位。要獲得該教育学位，學生通常要學習以下专业：课程与教育学、咨询、学校心理学School psychology和學習管理。
1996年，中華人民共和國国务院学位委员会第十四次会议決定建立該國的教育硕士专业学位。